# دواء قاتل (كتاب)
دواء قاتل (بالإنجليزية: Deadly Medicine) هو كتاب جريمة حقيقي غير خيالي صدر عام 1988م لكيلي مور ودان ريد، تم تكييف الكتاب من قبل التلفزيون في عام 1991، وأنتج منه فيلم من أفلام «إن بي سي» يحمل نفس اسم الكتاب. نُشر الكتاب لأول مرة في نوفمبر 1988 وركز على قضية القاتلة المدانة جينين جونز.

## ملخص
يروي الكتاب قضية قتل القاتلو المدانة جينين جونز، وهي ممرضة أطفال من سان أنطونيو بتكساس، والتي قتلت ما بين 11 و46 رضيعًا خلال عامي 1981 و1982 عن طريق إحداث حالات طوارئ للشفرة الزرقاء من خلال تناول جرعات زائدة مميتة من الأدوية الموصوفة مثل هيبارين. يعتمد الكتاب على مقابلات مع عائلات الضحايا والمحققين والمحامين وجونز نفسها. يلخص المؤلفون محاكمة القتل التي وقعت في عام 1984 وينظرون إلى أن جونز تسبب عمدًا في مشاكل طبية عند الرضع لتكون بطلة خلال حالات الطوارئ الناجمة عن الشفرة الزرقاء.

## استقبال نقدي
كان الاستقبال العام للكتاب إيجابيًا، وكان الدواء القاتل من أكثر الكتب مبيعا في قائمة نيويورك تايمز لأكثر الكتب مبيعا لمدة سبعة أسابيع. تلقى الكتاب مراجعات إيجابية، وكتبة صحيفة لوس أنجلوس تايمز بأنه «تميز بالبحث الشامل والفهم الشديد للشخصية الإنسانية حتى لدوافع جونز».
لاحظت بوكليست على وجه التحديد وصف ما كتب في الكتاب بأنه «صحة تقشعر لها الأبدان»، معتبرة أنها «ملفتة للنظر لشعورها بالعجز الشديد المروع الذي يثيره بينما يقتل جونز مرارًا وتكرارًا». وفقًا لمراجعات كيركس فإن «الدواء القاتل» «صدمة مفاجئة وقابلة للقراءة». تم إدراج الدواء القاتل في قائمة صنداي تلجراف الأكثر مبيعًا في غلاف عادي في نوفمبر 1989.

## تكييف التلفزيون
في عام 1991 تم تكييف الكتاب في فيلم تلفزيوني من بطولة فيرونيكا هامل كطبيبة أطفال كاثلين هولاند، في حين جسدت الممثلة سوزان روتان في دور جينيني جونز. تم تأليف كتاب مور وريد من قبل كتاب السيناريو فيكي بولون، وإل. فرجينيا براون، وأندرو لاسكوس، وإخراج ريتشارد كولا، وتم إنتاجه لشبكة إن بي سي. كان استقبال الفيلم إيجابيا في الغالب.